# Lepanthes stenophylla
Lepanthes stenophylla là một loài lan được tìm thấy ở México (Chiapas) to Venezuela.